# شوت ام آپ
شوت ام آپ (به انگلیسی: Shoot 'em up) که با عنوان اشماپ (به انگلیسی: shmup) نیز شناخته می‌شود، سبکی از بازی‌های ویدئویی است که به‌عنوان یکی از زیر شاخه‌های سبک تیراندازی به‌شمار می‌رود. در بازی‌های اشماپ بازیکن به صورت انفرادی درگیر نبرد می‌شود که معمولاً یک هواپیما یا سفینه فضایی را کنترل کرده و به تعداد زیادی دشمن در حالی که باید سعی کند از حملات آن‌ها در امان بماند، تیراندازی کند. در این سبک از بازی‌ها معمولاً صفحهٔ بازی از زاویه بالا نشان داده می‌شود و تصویر با پیشروی در بازی به سمت بالا یا راست حرکت می‌کند. بازی کردن سبک اشماپ به واکنش‌های سریع و به خاطر سپردن سطح و الگوهای حمله دشمنان نیاز دارد؛ در نتیجه، انجام این نوع بازی‌ها، بسیار دشوار بوده و به صبر و بردباری احتیاج دارد.